# Il Corricolo
Il Corricolo (in edizione originale francese Le Corricolo) è un'opera scritta da Alexandre Dumas (padre), sebbene una diffusa tradizione letteraria l'abbia attribuita a Pier Angelo Fiorentino, fra i collaboratori del romanziere francese.
Racchiuso in quattro volumi, che uscirono tra il 1841 e il 1843, Il Corricolo raccoglie una serie di racconti ispirati ad episodi, fatti e leggende che Dumas registrò nel 1835, allorché ebbe modo di visitare Napoli e l'Italia meridionale, tanto che, nell'edizione inglese, esso fu pubblicato con il titolo Sketches of Naples.
A spiegare l'originalità del titolo è, nell'apertura, l'autore stesso: «Corricolo è sinonimo di calessino: ma, dato che non esistono sinonimi perfetti, spieghiamo la differenza tra corricolo e calessino. Il corricolo è una specie di tilbury primitivamente destinato a contenere una persona e ad essere tirato da un cavallo; vi si attaccano due cavalli e trasporta da dodici a quindici persone. E non si creda che vada al passo, come il carretto tirato da buoi dei re franchi, o al trotto come il biroccino della regia; no, va di triplo galoppo; e il carro di Pluto che rapiva Proserpina sulle sponde del Simeto non era più ratto del corricolo che solca le strade di Napoli facendo sprizzar scintille dal selciato di lava e sollevando nugoli di cenere».
Dei racconti che vi sono inclusi, molti dei quali ispirati, secondo Croce, ad aneddoti pubblicati nel 1830 da Michele Palmieri di Micciché, particolare attenzione hanno dettato, in chiave socio-antropologica, quelli sui lazzari e quelli sulla iettatura.

## Edizioni italiane
- Alessandro Dumas, Il corricolo, Prefazione di Salvatore Di Giacomo, illustrazioni di Vincenzo La Bella ed Emilio Marino, Napoli, Il Mezzogiorno Editore, 1923.
- Alessandro Dumas, Il corricolo, Introduzione, trad. e note a cura di Gino Doria, Napoli, R. Ricciardi, 1950.
- Alessandro Dumas, Il corricolo. Impressioni di viaggio, 2 voll., trad. di G. Doria, Collana BUR nn.2036-2038, Milano, Rizzoli, 1963.
- Il corricolo, a cura di G. Doria, con uno scritto di Salvatore Di Giacomo, Bagno a Ripoli, Passigli, 1985, ISBN 978-88-368-0065-0.
- Il corricolo, Introduzione e note di Gino Doria, Collana Napoletana n.7, Napoli, Colonnese, 1999, 2004, ISBN  978-88-875-0158-2.
- Leggende, fatti e meraviglie di Napoli, traduzione di G. Doria, Postfazione di Luigi Marrone, Collana Compagnia Extra, Macerata, Quodlibet, 2024, ISBN 978-88-229-2263-2.